# Вижній кедринець
Заповідне урочище «Вѝжній кедринéць» — об'єкт природно-заповідного фонду в Івано-Франківській області.
Оголошене рішенням Івано-Франківського Облвиконкому № 13 від 15.01.1979 року на землях Зеленського лісництва (кв. 44, вид. 7). Адміністративне розташування - Надвірнянський район, Пасічнянська сільська громада.

## Характеристика
Площа – 8,7 га.
Об’єкт створений з метою збереження корінного карпатського ялицево-буково-смерекового деревостану з домішкою сосни кедрової європейської, занесеної до Червоної книги України.
За даними Оксани Сіренко станом на 2005-2008 рік у заповідному урочищі не збереглося природного деревостану сосни кедрової європейської. Утім інвентаризація групи дослідників, опублікована 2019 року, виявила природні особини виду в цьому заповідному урочищі.